# WeChoice Awards 2019
Lễ trao giải WeChoice Awards 2019 - Điều phi thường nhỏ bé (viết tắt là 6th WCA) do Công ty cổ phần VCCorp tổ chức đã diễn ra tại trung tâm Hội chợ và Triển lãm Sài Gòn - SECC, quận 7, Thành phố Hồ Chí Minh vào ngày 12 tháng 1 năm 2020. Chương trình được dẫn bởi MC Quang Bảo và MC Thanh Thanh Huyền, được chiếu trên kênh HTV2 và trực tiếp trên kênh Youtube chính thức của WeChoice Awards.

## Giải thưởng và đề cử

### Nhân vật truyền cảm hứng
| Đề cử                  | Mô tả | Nhân vật truyền cảm hứng | Đại sứ truyền cảm hứng |
| ---------------------- | --- | ------------------------ | ---------------------- |
| 1977 Vlog              | Phong cách làm Vlog độc đáo, lấy cảm hứng từ văn học Việt Nam, đạt Nút Vàng của Youtube chỉ với 4 video không dài quá 6 phút | Đoạt giải                | Đoạt giải              |
| Vì Quyết Chiến         | Cậu bé Sơn La đạp xe 100 km xuống Hà Nội vì "sợ không thể nhìn mặt em lần cuối"                                              | Đoạt giải                | Đoạt giải              |
| Đen Vâu                | Rapper truyền cảm hứng bởi những bản rap mộc mạc, viết nên từ chiêm nghiệm cá nhân                                           | Đoạt giải                |                        |
| Đội tuyển Esport Flash | Đội tuyển Esport giành 5 chức vô địch lớn, bao gồm 3 chức vô địch trong nước và 2 chức vô địch quốc tế.                      | Đoạt giải                |                        |
| Giang Ơi               | Vlogger truyền cảm hứng cho lối sống lành mạnh - tích cực, giúp giới trẻ có cái nhìn nghiêm túc hơn về các vấn đề môi trường | Đoạt giải                |                        |
| Ông Bùi Công Hiệp      | Người dành tặng khối tài sản hơn 100 tỷ đồng để làm mái ấm cho các em nhỏ mồ côi                                             | Đoạt giải                | Đoạt giải              |
| Cụ Đỗ Thị Mơ           | Bà cụ đạp xe lên xã "nhất quyết" xin thoát khỏi hộ nghèo                                                                     | Đoạt giải                |                        |
| Hoàng Thùy Linh        | Một năm đầy đột phá với những sản phẩm âm nhạc độc đáo, đậm chất văn hoá Việt Nam                                            | Đoạt giải                |                        |
| Trần Thị Thúy          | Cô giáo trường làng Việt Nam lọt top 50 Giáo viên toàn cầu                                                                   | Đoạt giải                |                        |
| Khang A Tủa            | Chàng trai người Mông ở bản nghèo Mù Cang Chải giành học bổng toàn phần của Đại học Fulbright                                | Đoạt giải                | Đoạt giải              |
| Nguyễn Nguyệt Linh     | Học sinh lớp 6 viết thư đề nghị không thả bóng bay trong ngày khai giảng gửi tới 40 trường học ở Hà Nội                      | Đề cử                    |                        |
| Chuyện bé Bình An      | Câu chuyện xúc động về người mẹ ung thư từ chối điều trị để sinh con                                                         | Đề cử                    |                        |
| Ngô Thanh Vân          | Nữ đạo diễn đưa phim Hai Phượng trở thành phim Việt giữ kỉ lục doanh thu cao nhất toàn cầu                                   | Đề cử                    |                        |
| Thu Quỳnh              | 4 năm vượt qua sóng gió hôn nhân và toả sáng rực rỡ trong những bộ phim truyền hình ăn khách nhất                            | Đề cử                    |                        |
| Nguyễn Việt Hùng       | Nhiếp ảnh gia đi xuyên Việt bằng xe máy để chụp 3000 bức ảnh rác thải nhựa                                                   | Đề cử                    |                        |
| Trà Thị Thu            | Cô giáo dành 5 năm thanh xuân "gùi chữ qua đèo" cho học sinh nghèo trên đỉnh núi Ngọc Linh                                   | Đề cử                    |                        |
| Ngô Việt Cường         | Học sinh lớp 12 chế tạo hai ô tô điện sạc bằng năng lượng mặt trời                                                           | Đề cử                    |                        |
| Hoàng Thị Minh Hồng    | Nhà hoạt động môi trường, sáng lập tổ chức CHANGE. Một trong 12 lãnh đạo dân sự tham gia Chương trình Học Giả Quỹ Obama      | Đề cử                    | Đoạt giải              |

### Hạng mục Giải trí
| Hạng mục                                 | Đề cử |
| ---------------------------------------- | --- |
| MC Ấn tượng                              | - Hương Giang - Trần Thành - Ngô Kiến Huy - Nhật Kim Anh - Ninh Dương Lan Ngọc - BB Trần - Bảo Thanh - Ngô Thanh Vân - Quốc Trường - Thu Quỳnh |
| Ca Sĩ Có Hoạt động Đột Phá               | - Nguyễn Trần Trung Quân - Đen Vâu - Hoàng Thùy Linh - Trúc Nhân - Chi Pu - Bích Phương - Jack - K-ICM - Min - Amee - Big Daddy - Emily |
| Music Video của năm                      | - "Tự Tâm" - Nguyễn Trần Trung Quân - "Để Mị Nói Cho Mà Nghe" - Hoàng Thùy Linh - "Sáng Mắt Chưa" - Trúc Nhân - "Anh Ơi Ở Lại" - Chi Pu - "Đi Đu Đưa Đi" - Bích Phương - "Sóng Gió" - Jack, K-ICM - "Mượn Rượu Tỏ Tình" - Big Daddy, Emily - "Đừng Yêu Nữa Em Mệt Rồi" - Min - "Anh Nhà Ở Đâu Thế" - Amee, B Ray |
| Nghệ sĩ Underground Có Hoạt động nổi bật | - Cá Hồi Hoang - Đạt G - Ngọt - Tổ Quạ |
| Phim truyền hình Của Năm                 | - Về nhà đi con - Chạy trốn thanh xuân - Dập tắt lửa lòng - Hoa hồng trên ngực trái - Tiếng sét trong mưa |
| Phim Điện ảnh Của Năm                    | - Mắt biếc - Chị chị em em - Chị trợ lý của anh - Hai Phượng |
| Tv Show Của Năm                          | - Siêu trí tuệ Việt Nam - Chạy đi chờ chi - Cuộc đua kỳ thú - Ký ức vui vẻ - Người ấy là ai |

### Hạng mục Đời sống giới trẻ
| Hạng mục                 | Đề cử |
| ------------------------ | --- |
| Người Tiên Phong         | - Nguyễn Phú Minh - Phạm Nguyễn Phú Sĩ - Đinh Thùy Linh - Vũ Thu Hằng - Phạm Vũ Quốc Hùng - Nguyễn Quốc Thông - Nguyễn Hoàng Hồng Ngọc - Ngô Việt Cường - Jesse Khánh Trần - Sơn Chu |
| Kẻ Trộm Nhựa             | - Loài Plastic - Nguyễn Nguyệt Linh - Tòhe - Helly Tống |
| New Face                 | - Denis Đặng - Nguyễn Trúc Anh - Quỳnh Lương - Trần Nghĩa - Tường Milo - Hồ Thành Trung - Hàn Hằng                                                                                   |
| Rising Artist            | - Chillies - DTAP - Trung Bảo - Nảy Mầm - Tom Trandt |
| Hot Content Creator      | - Khoai Lang Thang - Hậu Hoàng - 1977 Vlog - Dino Vũ - Giang Ơi - Quỳnh Trần JP - Ngọc Trinh - Cris Phan - Phê Phim Page - Khoa Pug                                                  |
| Sản Phẩm Hài/Chế Của Năm | - "Chị Dậu Parody - Kỷ Nguyên Hắc Ám" - 1977 Vlog - "Sức Mạnh Của Sao Đỏ" - Hậu Hoàng - "Để Mị Nói Cho Mà Nghe Parody" - BB Trần - "Dân Chơi Lớp 10A" - Kem Xôi TV                   |
| Cụm Từ Lóng Của Năm      | - Cà khịa - Tuesday - Toang - Nhà bao việc - Sương sương - Ông giáo - Gáy - Siêu to khổng lồ - Giận tím người - Đi đu đưa đi                                                         |

### Hạng mục Đơn vị tiên phong vì cộng đồng
- Nescafe Plan
- Phủ xanh Việt Nam - Omo Matic

## Khách mời trao giải
| Thứ tự | Khách mời                    | Giải thưởng                              |
| ------ | ---------------------------- | ---------------------------------------- |
| 1      | Trấn Thành, Ngô Kiến Huy     | Người Tiên Phong                         |
| 2      | Phan Gia Nhật Linh, Minh Tú  | Kẻ Trộm Nhựa                             |
| 3      | ViruSs, Châu Bùi             | New Face                                 |
| 4      | Hương Giang, Nam Trung       | Phim Điện ảnh Của Năm                    |
| 5      | Kathy Uyên, Lương Mạnh Hải   | Phim truyền hình Của Năm                 |
| 6      | Đỗ Mỹ Linh, Chi Pu           | Tvshow Của Năm                           |
| 7      | Trần Mai Anh, Sơn Tùng M-TP  | Top 10 Nhân vật Truyền Cảm Hứng          |
| 8      | Nguyễn Công Trí, Thủy Nguyễn | Nghệ sĩ Có Hoạt động nổi bật             |
| 9      | H'Hen Niê, Khánh Vân         | Rising Artist                            |
| 10     | Quốc Trường, Thu Trang       | Hot Content Creator                      |
| 11     | Hari Won, Kiều Minh Tuấn     | Sản Phẩm Hài/Chế Của Năm                 |
| 12     | 1977 Vlog                    | Cụm Từ Lóng Của Năm                      |
| 13     | Kỳ Duyên, Hoàng Thùy         | Music Video của năm                      |
| 14     | Min, Tiên Tiên               | Nghệ sĩ Underground Có Hoạt động nổi bật |
| 15     | Việt Tú, Victor Vũ           | Ca Sĩ Có Hoạt động Đột Phá               |

## Trình diễn đặc biệt
| Thứ tự | Nghệ sĩ | Màn trình diễn |
| ------ | --- | --- |
| 1      | Hoàng Thị Minh Hồng, Nguyễn Nguyệt Linh và các nghệ sĩ múa đương đại                                          | Tiết mục mở màn (Biên đạo: Đình Lộc)                                                                                    |
| 2      | Trịnh Trung Kiên                                                                                              | We Young: Tập Thể dục (Sáng tác: Trịnh Trung Kiên)                                                                      |
| 3      | Phan Đình Thái Ngân Dàn cast phim Mắc Biếc                                                                    | Từ Đó (Sáng tác: Phan Mạnh Quỳnh) Có chàng trai viết lên cây (Sáng tác: Phan Mạnh Quỳnh)                                |
| 4      | Xuân Thảo | Múa: Liên (Biên đạo: Xuân Thảo)                                                                                         |
| 5      | Chi Pu, Bảo Anh, Ngọc Linh, Đen Vâu                                                                           | Điều Phi Thường Nhỏ Bé (Sáng tác: DTAP)                                                                                 |
| 6      | Amee, Sóc Nâu, Big Daddy, Emily                                                                               | Đen Đá Không Đường (Sáng tác: Lyly) Mượn Rượu Tỏ Tình (Sáng tác: Tiên Cookie, Big Daddy)                                |
| 7      | 1977 Vlog | Tiết mục giới thiệu hạng mục "Cụm từ lóng của năm"                                                                      |
| 8      | Nguyễn Trần Trung Quân, Denis Đặng, Hương Giang                                                               | Tự Tâm (Sáng tác: Nguyễn Thương) Anh Đang Ở Đâu Đấy Anh (Sáng tác: Andiez Nam Trương) Canh Ba (Sáng tác: Nguyễn Thương) |
| 9      | Phúc Bồ, Phúc Du, Mr.A, LK, Kimmese, Mr.T                                                                     | Viet's Spiritz (Sáng tác: Phúc Bồ, Vemt)                                                                                |
| 10     | Đen Vâu, H'Hen Niê, Amee, Nguyễn Trần Trung Quân, Denis Đặng, Kimmese, Hương Giang, Big Daddy, Emily, Phúc Bồ | Cảm ơn (Sáng tác: Đen Vâu)                                                                                              |